# Ernesto Casnati
Ernesto Casnati (Como, 22 gennaio 1928 – Ferrara, 5 giugno 2019) è stato un fisico italiano.
È stato il primo fisico italiano ad operare nell'area fisico-medica all'interno di una struttura ospedaliera, affiancando la figura del medico.

## Biografia
Si è diplomato al liceo scientifico "Gallio" di Como e si è laureato in Fisica all'Università di Pavia.
Dal 1953 al 1961 Ernesto Casnati è stato responsabile del Servizio di Fisica Medica del Centro Radioterapeutico di Borgo. Nel 1961, fu proposto a Casnati dal Comitato Nazionale per l'Energia Nucleare, CNEN, il trasferimento a Roma per organizzare prima e dirigere poi il Laboratorio di Dosimetria e standardizzazione del Centro di Studi Nucleari della Casaccia. Lasciò dunque il Trentino e terminò così la sua esperienza presso l'Ospedale di Borgo Valsugana, dopo aver dato un contributo notevole all'avviamento del Centro. Durante il tempo trascorso in ospedale e al CNEN il suo impegno è stato rivolto prevalentemente alla finalizzazione e alla strutturazione delle unità operative che gli erano state affidate, impegno che contribuì fra l'altro alla preparazione e realizzazione dei “Colloqui sui rapporti tra Fisica e Medicina”, tenuti a Roncegno Terme nel 1964, e del corso internazionale di Varenna nel 1964 su “Ionizing Radiation Metrology”. L'esperienza acquisita in quel periodo gli consentì di guidare sino all'ottobre 1974 il Laboratorio di Dosimetria della Casaccia. Si trasferì poi all'Università di Ferrara, dove divenne professore di Fisica nella Facoltà di Medicina e Chirurgia ed insegnò nel Corso di Laurea in Medicina e Chirurgia e Specializzazione in: anestesiologia, in cardiologia ed in radiodiagnostica. Nel novembre del 2000 raggiunti i limiti d'età smise di lavorare.

## Attività scientifica

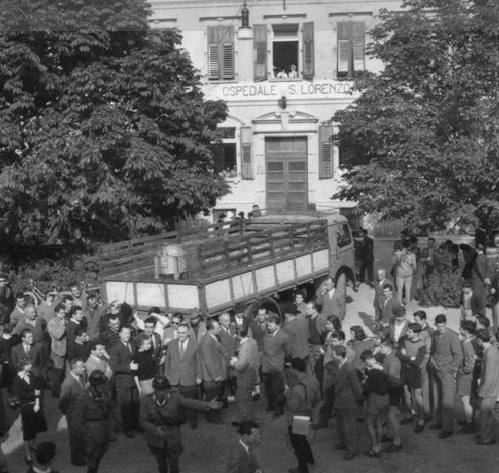
Arrivo a Borgo Valsugana della sorgente radioattiva per la bomba al cobalto

Nel 1952, grazie a Piero Caldirola, ordinario di fisica teorica e uno dei promotori dell'Associazione italiana di Fisica sanitaria, fu chiamato a collaborare con la Società Lombarda di Televisione di Milano, rappresentante italiana dell'Atomic Energy of Canada, società canadese produttrice di unità per telecobaltoterapia. Egli aveva il compito di fornire supporto tecnico per gli aspetti fisici connessi alla promozione delle applicazioni pacifiche dell'energia nucleare, perseguita dalla società. All'inizio degli anni cinquanta il contratto d'acquisto dell'unità di telecobaltoterapia da parte dell'Ospedale di Borgo Valsugana era già stato concretizzato, perciò Casnati dovette recarsi parecchie volte a Borgo Valsugana per conto della società milanese per verificare l'idoneità del nuovo edificio che si stava costruendo appositamente per l'inserimento di questa nuova apparecchiatura. Nell'estate del 1953 arrivò l'ingegnere canadese Antony Felice, che aveva la responsabilità, con il giovane Casnati, del montaggio dell'unità e del controllo del materiale tecnico e degli impianti. Si verificò però un ritardo imprevisto nella consegna della sorgente e, terminato il montaggio dell‘apparecchiatura, Felice tornò a Ottawa e Casnati a Milano. L'arrivo della sorgente costituì per l'epoca un evento eccezionale perché non si era mai assistito, sino a quel momento, al trasporto di sorgenti radioattive tanto elevate. 
L‘inserimento della sorgente nella testata fu eseguito da un canadese, Fred Boyd. Il contenitore di trasporto, del peso intorno alla tonnellata, fu calato nel bunker, per mezzo di un solido paranco, attraverso un'apposita apertura creata nel soffitto della sala d'attesa del nuovo reparto e avvicinato alla testata dell'unità. Una volta inserita la sorgente nella testa dell'unità, si procedette al collaudo e alla taratura del fascio, sotto la supervisione di Angelo Drigo.
A Casnati venne assegnato un incarico non semplice in quanto in Italia l'esperienza di dosimetria non era ancora ben consolidata e nel mondo quella di radioterapia con fotoni d'alta energia era assai limitata. Subito venne riscontrato un problema inerente alla strumentazione dedicata a questo tipo di terapia poiché era assai limitata ed erano però indispensabili la valutazione preliminare della distribuzione di dose e la preparazione del piano di cura personalizzato per ottimizzare l'uniformità di dose sull'intero bersaglio neoplastico. Le difficoltà tecniche erano tante e di tipo diverso. L'elettronica era a valvole e mancavano gli amplificatori operazionali: le correnti delle camere a ionizzazione pertanto venivano misurate tramite elettrometri a filo o a lamina vibrante per evitare i problemi di deriva degli amplificatori in corrente continua. I fantocci simulatori delle strutture anatomiche dovevano essere realizzati artigianalmente. Il calcolo era effettuato manualmente ed i supporti essenziali per la grafica erano la carta da disegno o quella per lucidi mentre la strumentazione consisteva in riga, squadra, curvilinee, compasso e tavolo da disegno con tecnigrafo. La tomografia computerizzata non esisteva ed è facile rendersi conto delle difficoltà incontrate nella localizzazione della sede tumorale, nella stima delle sue profondità, delle dimensioni e del contorno, avendo normalmente qualche sola fonte d'informazione. Non solo, ma si dovevano localizzare le traiettorie dei fasci individuando i loro punti d'entrata e d'uscita sulla cute del paziente.
Dopo qualche mese che il fisico era stato allontanato da Borgo Valsugana, per volere di Luigi Galvan e sotto consiglio di Claudio Valdagni, gli fu proposto di passare stabilmente alle dipendenze dell'Ospedale. La prospettiva di un lavoro non convenzionale, innovativo, fortemente finalizzato, con spinte verso nuove conoscenze teoriche, sperimentali e tecniche convinse Casnati ad accettare la proposta. La sua collocazione in ruolo non fu semplice, poiché non era previsto nella struttura sanitaria nazionale d'allora il Servizio di Fisica Sanitaria o di Fisica Medica. 
Poco dopo, si sostituì, nel trattamento dei tumori superficiali la plesioterapia con la brachiterapia, usando apparecchi contenenti sorgenti sigillate di radium-226. All‘inizio del 1955 Casnati si recò insieme a Valdagni a Manchester, per un soggiorno di studio presso il Physics Department del Christie Hospital and Holt Radium Institute. A quel tempo i grossi centri di radioterapia britannici erano impegnati in un programma nazionale di studio sperimentale sugli effetti dosimetrici, radiobiologici e clinici dei fotoni d'alta energia, a cui appartengono anche quelli emessi dalle unità di telecobaltoterapia.

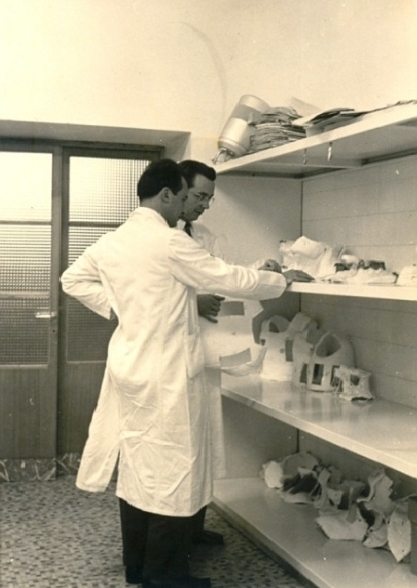
Ernesto Casnati controlla con il medico del reparto, Adriano Caumo, i busti in gesso utilizzati per le centrature del fascio radiante

Negli anni successivi il Centro di radioterapia si arricchì di nuove apparecchiature: una per la roentgenterapia convenzionale, un'altra per la roentgenterapia pendolare e, poi, di un'unità per telecobaltoterapia pendolare. I lavori del 1953 portarono alla costruzione di un nuovo piano interrato dedicato alla radioterapia ma poiché il lavoro dei fisico diventava sempre più importante e impegnativo questo nuovo spazio non era più sufficiente per questo fu allestito in una struttura preesistente un laboratorio di fisica radiologica sperimentale. Poco dopo, nel 1958, a Casnati venne assegnato Aldo Voltolini il cui aiuto risultò particolarmente prezioso quando, nel 1959 fu installato un betatrone da 18 MeV. Voltolini si dedicò con grandissimo impegno all'apprendimento delle conoscenze specifiche e divenne presto un coadiutore essenziale. Successivamente, oltre alla dosimetria clinica nella radioterapia con fotoni d'alta energia, con sorgenti di radium-226 e con elettroni d'alta energia, si dovettero affrontare anche gli aspetti di fisica radiologica legati alla radiodiagnostica e alla radioprotezione. Le elaborazioni e i risultati sono stati presentati per lo più su riviste scientifiche italiane e alcuni sono stati anche materiale per la lezione “Photagraphic dosimetry” tenuta al XXX Corso della Scuola Internazionale di Fisica “Enrico Fermi” a Varenna nel 1963.

## Onorificenze e riconoscimenti
Qualche mese dopo aver terminato il suo lavoro presso l'Università di Ferrara, l'American Association of Physicists in Medicine, della quale era membro ordinario da molti anni, gli conferì il titolo di membro emerito.
Nel 2008 ha preso parte presso l'auditorium di Borgo Valsugana insieme a Claudio Valdagni e Aldo Voltolini alla presentazione de “L'atomica della salute”, libro della fisica Monica Ropele nel quale è stato citato.
Altri collegamenti scientifici sono le appartenenze, come membro, a:
- Associazione Italiana di Fisica Sanitaria (e co-organizzatore di un suo congresso a Levico Terme);
- International Radiation Physics Society (la cui fondazione è avvenuta a Ferrara nel 1985 e lui ne è stato membro fondatore).

## Pubblicazioni
L'attività scientifica è documentata da numerose pubblicazioni, tra le più importanti ci sono:
- E. Casnati, A. Tartari and C. Baraldi: “An empirical approach to K shell ionisation cross section by electrons”. J. Phys. B. At. Mol. Phys., 15, 155-167, 1982;
- E. Casnati, C. Baraldi, and A Tartari: “Measurements of the total atomic differential cross section of elastic scattering at 59.54 keV photons”. Phys. Rev. A 42, 2627-2633,1990;
- E. Casnati, C. Baraldi, and A. Tartari: “Measurements of K X-ray emission of Mo, Cd and Sn stimulated by 59.54 keV photons”. Phys. Rev. A 43, 1699-1704, 1991;
- C. Baraldi, E. Casnati, A. Tartari, M. Andreis, and B. Singh: “Measurements of anomalous elastic scattering of 59.54 keV photons”. Phys. Rev. A 54, 4947-4953, 1996;
- C. Baraldi, E. Casnati, A. Tartari, G. Di Domenico and B. Singh: “Measurements of the x-ray emission from Gd, Dy, and Er stimulated by 59.54 keV photons”. Phys. Rev. A 58, 032714, 1-6 2000.